# Adam Wilson

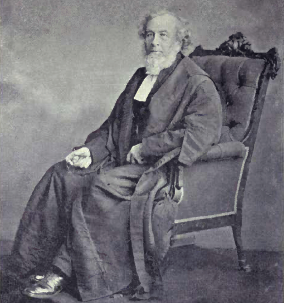
Sir Adam Wilson

Sir Adam Wilson Q.C. (* 22. September 1814 in Edinburgh; † 28. Dezember 1891 in Toronto) war ein kanadischer Richter, Politiker und 15. Bürgermeister von Toronto.
Der in Schottland geborene Wilson wanderte 1830 in das oberkanadische Halton County aus, um mit seinem Onkel George Chalmers zusammenzuarbeiten, der Besitzer einer Mühle und eines Ladens war. 1834 zog er nach Toronto und studierte dort Rechtswissenschaften bei Robert Baldwin Sullivan. Er erhielt 1839 seine anwaltliche Zulassung und wurde 1850 Kronanwalt. Wilson wurde 1855 in den Torontoer Stadtrat gewählt und diente von Januar 1859 bis Januar 1861 – als erster direkt von den Bürgern gewählter Bürgermeister – zwei Amtsperioden. 1856 wurde er in die Kommission berufen, die an den Statuten der Provinz Kanada arbeitete. In einer Nachwahl erlangte er 1860 einen Sitz in der Legislativversammlung der Provinz Kanada. 1863 zog er sich aus der Politik zurück und arbeitete als Jurist und Berater weiter. 1878 wurde er Oberster Richter der Court of Common Pleas. 1887 schied er aus diesem Amt aus und wurde zum Knight Bachelor geschlagen.